# معراج نامه

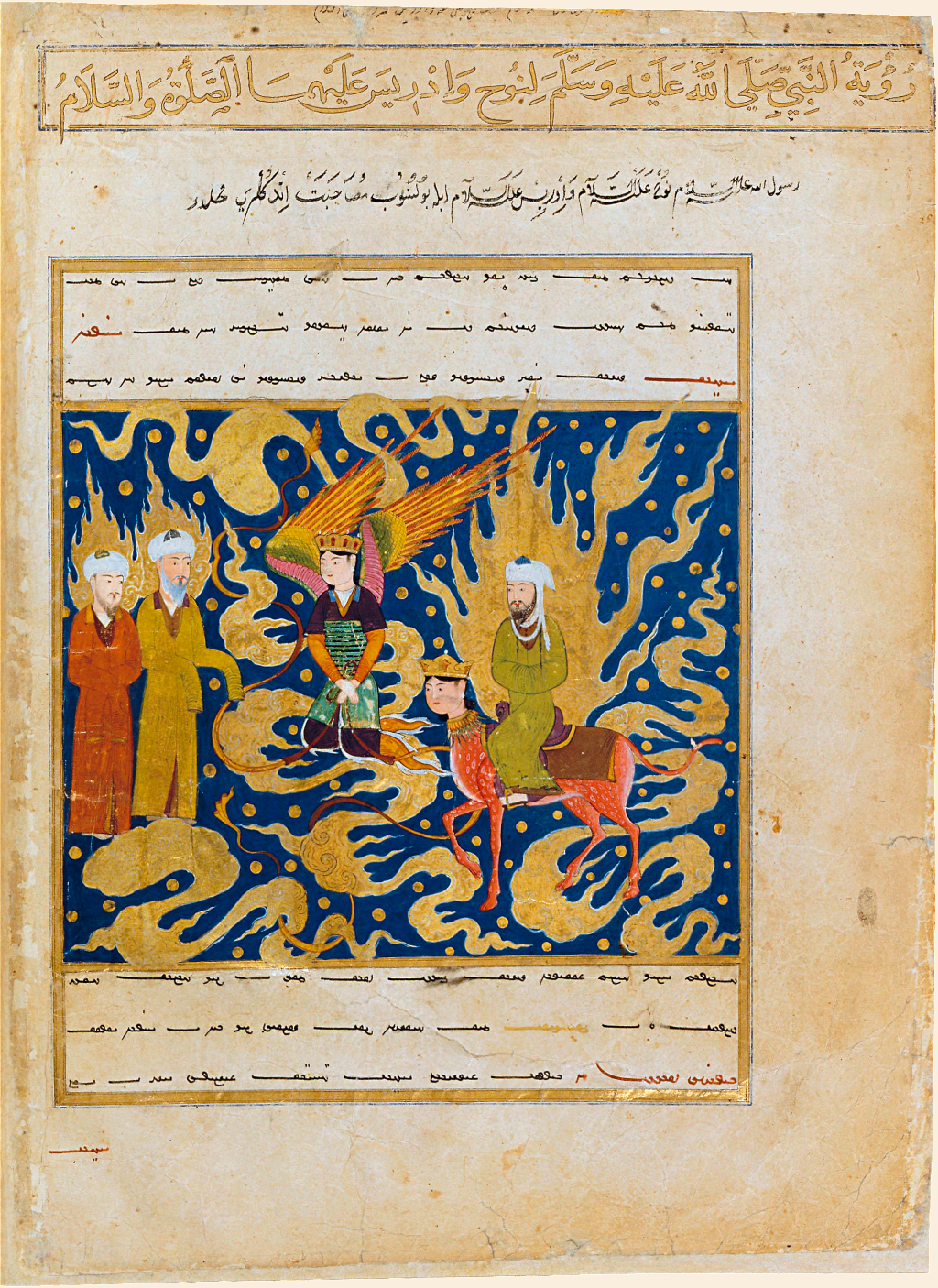
صفحة من المخطوط.

معراج نامه هي مخطوطة باللغة التركية الشرقية [الخاقانية الجغطائية] حروفها أويغورية - وهي كتابان أولهما قصة المعراج والكتاب الثاني «تذكرة الأولياء» للشاعر فريد الدين العطار.
وهذه المخطوطة محفوظة بدار الكتب القومية بباريس، وتحوي نحو 60 منمنمة، وانتهى مالك بخشي من نسخها سنة 840 هـ. والمخطوطة كان قد اشتراها في إسطنبول المستشرق الفرنسي أنطوان غالان.
وقد نشرت دار المستقبل العربي بالقاهرة هذه المخطوطة بصورها في جزأين سنة 1987 م بتحقيق ثروت عكاشة.